# Gli uomini non sono ingrati
Gli uomini non sono ingrati è un film del 1937 diretto da Guido Brignone.

## Trama
Dopo aver visitato le proprietà del fidanzato Aladar, appena scesa dal treno la giovane Giorgina viene baciata da uno sconosciuto e questo provoca la rottura del fidanzamento.
Il giovane è Ferencz, bravo ragazzo ma senza un quattrino. Antonia, ex attrice di varietà e zia di Giorgina, interviene per aiutare il ragazzo e combinare il matrimonio tra i due.